# Wapen van San Luis Potosí
Het wapen van San Luis Potosí is het officiële symbool van zowel de Mexicaanse staat San Luis Potosí als de staatshoofdstad San Luis Potosí. Het wapen werd op 30 mei 1656 aan de stad verleend.
Centraal in het wapen staat de 13e-eeuwse Franse koning Lodewijk IX de Heilige, de beschermheilige van de staat. Hij bevindt zich op de Cerro de San Pedro, een berg in de deelstaat, die in het wapen voorzien is van waterstromen en een ingang voor mijnbouw.
De achtergrond is verdeeld in blauw en goud als verwijzing naar dag en nacht. In het gouden deel staat een zilveren balk (een schending van de regels van de heraldiek) en in het blauwe deel een gouden balk; zij verwijzen naar de mijnbouw in San Luis Potosí.
Het wapen staat centraal in de niet-officiële vlag van San Luis Potosí.